# Brigada Mid-Ulster (UVF)
La Brigada Mid-Ulster, part de la Força Voluntària de l'Ulster (UVF), grup paramilitar lleialista a Irlanda del Nord, va ser fundada el 1972 a Lurgan, comtat d'Armagh, pel seu primer comandant Billy Hanna. La unitat operava principalment a l'entorn de les zones de Lurgan i Portadown. Els líders posteriors de la brigada van ser Robin Jackson, conegut com "El Xacal", i Billy Wright. La brigada va realitzar molts atacs a Irlanda del Nord, especialment a la zona del Sud d'Armagh, però també va estendre el seu abast operacional a la República d'Irlanda. Dos dels atacs més notoris de la història del conflicte nord-irlandès van ser realitzats per la Brigada Mid-Ulster: els atemptats de Dublín i Monaghan de 1974 i els assassinats de la Miami Showband el 1975. Els membres de la Brigada Mid-Ulster formarien part de l'anomenada banda de Glenanne, aliança lleialista que el Pat Finucane Center relaciona amb almenys 87 atacs letals als anys setanta.
Una part important de la Brigada, especialment la unitat de Portadown amb el seu líder Billy Wright, va ser expulsada oficialment el 2 d'agost de 1996 per la direcció de l'UVF de Belfast després de l'assassinat d'un taxista catòlic durant un alto el foc. La resta de la Brigada, però, va continuar funcionant a la zona, i els anys 2000-2001 va estar involucrada en una dura disputa amb la Força voluntària lleialista (LVF), el grup creat per Billy Wright. En el marc d'aquesta disputa el membre de l'UVF Richard Jameson va ser assassinat a trets per la LVF.